# Електрон-фононна взаємодія
Електрон-фононна взаємодія — взаємодія між електронними станами твердого тіла й коливаннями кристалічної ґратки.
Зонна теорія електронних станів у твердому тілі базується на адіабатичному наближенні. При розрахунках зонної структури атоми твердого тіла вважаються непорушними у вузлах кристалічної ґратки. В реальних ситуаціях атоми речовини коливаються навколо рівноважних положень, причому ці коливання не зникають навіть при нульовій температурі. Коливання кристалічної ґратки (фонони) до певної міри змінюють електронні стани. З іншого боку, розповсюдження електрона в кристалі може супроводжуватися поляризацією кристалічної ґратки. Сукупність цих процесів називають електрон-фононною взаємодією.
Електрон-фононна взаємодія відіграє важливу роль у розумінні процесів, що протікають у твердих тілах. Взаємодія з фононами зумовлює релаксацію електронних збуджень і встановлення відповідного для даної температури розподілу електронів за енергією. Електрон-фононна взаємодія є одним із факторів, що обмежуть електропровідність твердих тіл: металів і напівпровідників. Сильна взаємодія електронів з фононами призводить до утворення особливих квазічастинок — поляронів. При низьких температурах електрон-фононна взаємодія призводить до утворення куперівських пар, існуванням яких пояснюється явище надпровідності.
Для ковалентних кристалів основною теорією електрон-фононної взаємодії є розроблена Шоклі і Бардіном теорія деформаційного потенціалу. Аналогічний підхід використовується також для полярних кристалів.